# تور إندرسن
تور إندرسن (بالنرويجية البوكمول: Tor Endresen)‏ هو عازف قيثارة ومغني وموسيقي وملحن نرويجي، ولد في 15 يونيو 1959 في برغن في النرويج.

## وصلات خارجية
- الموقع الرسمي
- تور إندرسن على موقع IMDb (الإنجليزية)
- تور إندرسن على موقع ميوزك برينز (الإنجليزية)
- تور إندرسن على موقع ديسكوغز (الإنجليزية)